# Słomczyce-Huby
Słomczyce-Huby – osada w Polsce położona w województwie wielkopolskim, w powiecie słupeckim, w gminie Strzałkowo. Dawniej Słomczyce nazywały się Słończyce i były gniazdem szlacheckiego rodu Słoneckich herbu Korab.
W latach 1975–1998 miejscowość należała administracyjnie do województwa konińskiego.